# Стетлер (Алберта)
Стетлер (енгл. Stettler, Alberta) је варошица у централном делу канадске провинције Алберта, у оквиру статистичког региона Централна Алберта. Налази се на 101 км источно од града Ред Дир, на раскрсници локалних путева 56 и 12.
Насеље је основано 1905, а име је добило по швајцарском емигранту Карлу Стетлеру који је био члан првог сазива градског већа. 
Према подацима пописа становништва из 2011. у варошици је живело 5.748 становника, што је за 5,6% више у односу на 5.445 житеља колико је регистровано приликом пописа 2006. године.
Једна од највећих атракција варошице је туристички парни воз који путује на релацији од Стетлера до 32 км удаљеног села Биг Вали и назад. 
Најпознатија становница Стетлера је глумица и модел Триша Хелфер која се прославила у серијалу Свемирска крстарица Галактика и која је завршила средњу школу управо у овом месту. 

## Становништво
| 2001. | 2006. | 2011. |
| ----- | ----- | ----- |
| 5.125 | 5.445 | 5.748 |